# Racing Club de Basse-Terre
El Racing Club es un equipo de fútbol de Guadalupe que juega en la Promoción Regional de Guadalupe, la segunda división de fútbol en el país.

## Historia
Fue fundado en el año 1925 en la capital Basse-Terre y cuenta con tres títulos de la División de Honor de Guadalupe y es uno de los equipos de fútbol más viejos de Guadalupe.
El club ha ganado varios títulos de copa en Guadalupe y su principal logro internacional ha sido ganar la Copa de Territorios de Ultramar en 2004.

## Palmarés
- División de Honor de Guadalupe: 3[2]

1968, 1999, 2004
- Copa de Guadalupe: 8[3]

1942, 1951, 1952, 1959, 1991, 2001, 2004, 2009
- Copa DOM: 1[4]

2004
- Liga de las Antillas: 1

1979